# Jacques de Coras
Jacques de Coras, né à Toulouse en 1625 et mort à Montauban le 24 décembre 1677, est un poète et auteur dramatique français.

## Sa vie et son œuvre
Petit-fils du jurisconsulte Jean de Coras, il est cadet militaire, puis pasteur calviniste à Tonneins. Il se convertit ensuite au catholicisme.
Jacques de Coras se fait connaître pour ses poèmes épiques, inspirés à la fois de l'Ancien Testament et de Virgile. Le premier d'entre eux, Jonas ou Ninive pénitente, dédié à Henri de la Tour d'Auvergne et publié en 1663, commence ainsi :
Je chante les travaux de ce fameux prophéte,
Qui conserva Ninive en preschant sa défaite ;
Soûmit un roy prophane au monarque eternel,
Et fit un peuple saint, d'un peuple criminel.
Il se vit en voguant sur une mer profonde,
Le butin d'un poisson, et le joüet de l'onde ;
Mais enfin afranchi par un sort merveilleux
Et du monstre marin et des flots perilleux,
Il alla triompher par sa voix éclatante
Dans l'impure cité qu'il rendit penitente.
Ce poème, ainsi qu'un autre intitulé David, sont brocardés ainsi par Boileau :
Le Jonas inconnu sèche dans la poussière :
Le David imprimé n'a point vu la lumière.
Dans une longue lettre en réponse à Boileau, Jacques de Coras réplique : « Vous vous piquez de chanter comme un Cygne, & cependant vous croassez à faire peur comme un Corbeau. » Et en 1668, il enfonce le clou en publiant une « satire de la satire » de Boileau sous le titre Le Satirique berné en prose et en vers.
Son Iphigénie, pièce de théâtre qu'il signe avec Michel Le Clerc et qui est jouée en 1674, la même année que la tragédie de Racine, donne également lieu à de longues polémiques avant de sombrer dans l'oubli.

## Œuvres
Poésie
- Jonas ou Ninive pénitente, poème sacré (1663). Texte en ligne :
- David ou la Vertu couronée, poëme sacré (1665)
- Josué, ou la Conqueste de Canaan, poëme sacré (1665)
- Samson, poëme sacré (1665)
- Œuvres poétiques de J. D. Coras dédiées à Monseigneur le Chancelier, contenant les poëmes de Josué, Samson, David, Jonas (1665)
- Le Satirique berné en prose et en vers (1668). Texte en ligne : .
- Ode à la gloire des chevaliers de l'ordre de Saint-Lazare de Jérusalem (1673). Texte en ligne :
- Le Coq triomphant de l'aigle et du lion, allégorie héroïque (1675). Texte en ligne :

Théâtre
- Iphigénie, tragédie (1676). En collaboration avec Michel Le Clerc.

Divers
- L'Impossibilité de l'union en la foy et en la doctrine, entre les deux églises, la réformée et la romaine, ou Réponce à la démonstration de I. L., docteur en théologie de la communion de Rome (1661)
- La Conversion de Jacques de Coras, dédiée à nosseigneurs du clergé de France (1665)
- Réponse de l'autheur du Jonas et du David in Lettre du sieur D. ou B. à l'autheur du Jonas et du David en luy envoyant sa 9e satire sous le nom du libraire Angot (1668-75)
- Lettres inédites de Jacques de Coras, publiées avec une notice et des notes par Philippe Tamizey de Larroque (1874)